# Rümligen
Rümligen es una comuna suiza del cantón de Berna, situada en el distrito administrativo de Berna-Mittelland. Limita al norte con la comuna Kaufdorf, al este con Gelterfingen, al sur Kirchenthurnen y Riggisberg, y al oeste con Rüeggisberg.
Hasta el 31 de diciembre de 2009 situada en el distrito de Seftigen.
Rümligen tiene una superficie de 4,7 kilómetros cuadrados (1,8 millas cuadradas). De esta superficie, el 77% se utiliza para fines agrícolas, mientras que 16,3% está cubierta de bosques. Del resto de la tierra, el 6,5%, según reiterada (edificios o carreteras) y el resto (0,2%) es no-productivos (ríos, glaciares o montañas)

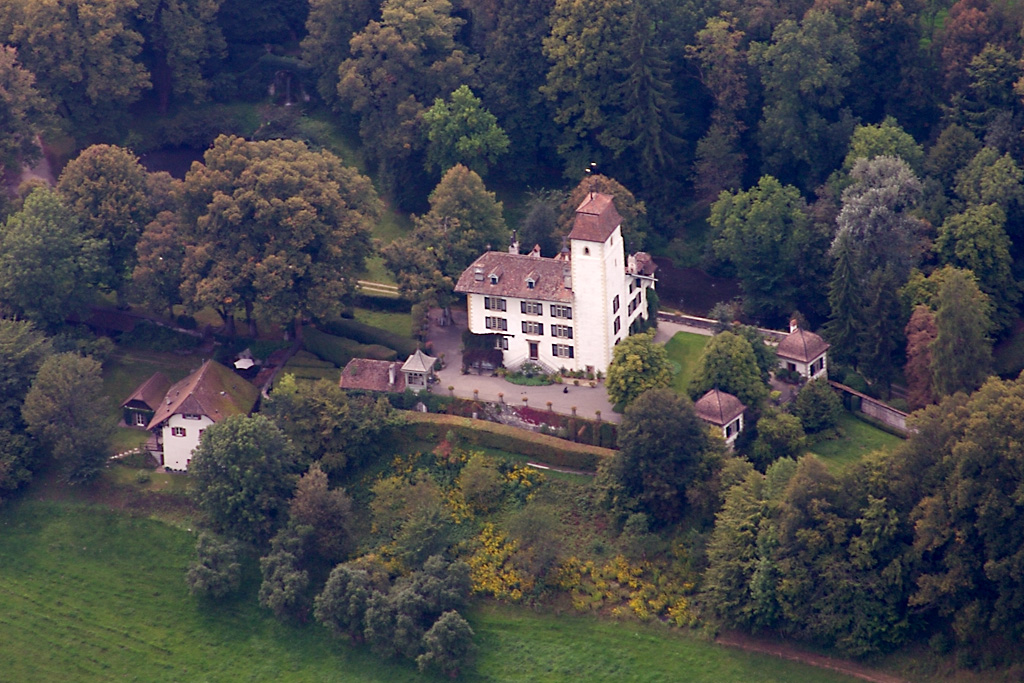
Vista aérea del castillo de Rümligen.